# إليسا دي بيرتي
إليسا دي بيرتي (بوفولون، 22 أكتوبر 1974) سياسية من البندقية من فينيتو بإيطاليا.
عضو في رابطة الشمال، تم انتخابها عمدة إيسولا ريزا في عام 2009 وأعيد انتخابه في عام 2014.
بعد الانتخابات الإقليمية لعام 2015 وعلى الرغم من أنها كانت مرشحة غير ناجحة في مقاطعة فيرونا، تم تعيينها وزيرة إقليمية للأشغال العامة والبنية التحتية والنقل في حكومة لوكا زايا الثانية. في الانتخابات الإقليمية لعام 2020 تم انتخاب دي بيرتي لعضوية المجلس الإقليمي من مقاطعة فيرونا. بعد ذلك تم تعيينها نائبة للرئيس ووزيرة للشؤون القانونية والأشغال العامة والبنية التحتية والمواصلات في حكومة زائيا الثالثة.